# マージョリー・ウォレス
マージョリー・ウォレス(Marjorie Wallace、1954年1月23日 - )は、米国の女優・ファッションモデル・テレビ司会者である。1973年、ミス・ワールド優勝（米国代表として初）。

## 経歴
1954年1月23日、インディアナ州インディアナポリスに生まれる。家族は産業材卸売業（industrial supply business）を営み、郊外で彼女を育てた。
14歳のとき両親は離婚。彼女はこのころすでにワイルドな側面を見せていた。1200マイル離れたフロリダ州マイアミに、友達と共に突然旅立ったこともある。15歳のときにモデル活動を開始。
10代のうちは水泳やチアリーディングなど、多くの高校生と同じようなこともしていたが、彼女の人生にとってオトコ（複数形）が次第に大きなウェートを占めるようになる。17歳のとき、インディーズバンドのギターリストとともに引っ越す。
モデルの仕事を求めて180マイル離れたイリノイ州シカゴにも行った。モデル事務所はMiss Indiana Worldに出場するよう推した。そしてMiss World USA優勝、ミス・ワールド1973の出場権獲得。
1973年11月23日、ミス・ワールド優勝。米国代表として初。
英国滞在中、歌手のトム・ジョーンズ、サッカー選手のジョージ・ベスト、結婚すると伝えられたレーシングドライバーのピーター・レブソン等とデートをした。レブソンとの婚約期間中、トム・ジョーンズとの交際をつづけ、バルバドスの海岸でキスしているところをスクープされてしまった。一連の不適切な関係は結果として主催者サイドを怒らせた。ついに1974年3月7日、「ミスとしての任務を果たすうえで基本的な必要条件を満たしていない」として王冠とタイトルを剥奪されてしまった。
ミス・ワールド1973で準優勝したフィリピン代表のエヴァンジェリン・パスクエルは、王冠とタイトルは与えられないがウォレスのやり残したミスとしての任務を引き継がないかとオファーされた。映画の仕事があるからと断る。第3位のジャマイカ代表・パッツィ・ユェンがミスとしての任務を引き継ぐが、公式にミス・ワールドのタイトルが与えられることはなかった。
1977年夏、ニューヨークに移る。ABCとCBSのスポーツキャスターとしてインタビューを行う。また、アメリカン・エキスプレス、ウエラの製品、Ultra Briteの歯磨きなどのCMに出演。

### フィルモグラフィ
| 番組                           | OA         | シーズン・エピソード                                | 役                      | 備考   |
| ------------------------------ | ---------- | --------------------------------------------------- | ----------------------- | ------ |
| Get Christie Love!             | 1975-03-12 | Season 1, Episode 20 "A High Fashion Heist"         | Jennifer Gillian        | [ 8 ]  |
| Baretta                        | 1975-02-07 | Season 1, Episode 4 "If You Can't Pay the Price..." | Skalare's Girlfriend    | [ 9 ]  |
| Switch                         | 1975-03-21 | Season 1, Episode 0 "Las Vegas Roundabout"          | 1st Girl                | [ 10 ] |
| エンターテイメント・トゥナイト | 1981       |                                                     | Herself(司会者兼特派員) |        |

## 私生活とゴシップ
1974年3月22日、ピーター・レブソンはヨハネスブルクでのレース中に事故を起こす。病院に搬送される途中で死亡するが、彼女が贈った金のロケット（"If not for you ..."と刻まれていた）を最後まで身に着けていた。マンハッタンで行われた葬儀には彼女も参列した。
それから3か月もたたないうちに睡眠薬を過剰摂取して自宅アパートで昏睡状態で発見され、インディアナポリス市内の病院で腎臓透析の処置を受ける。母は「もうムリだと思ってたんでしょうね（意訳）」とコメントを残したが、2年後には「落ち込んでいて少しばかり薬を飲みすぎただけよ。間違っても自殺じゃないわ」と否定している。
1976年までにテニス選手のジミー・コナーズと同棲開始。コナーズとは比較的短い期間で別れている。1976年、このような発言が残っている:「母がいつも言ってるわ。私がいつか娘を持つとしたら、私自身のような娘がいいと」。
1977年夏、ビバリーヒルズのパーティーで映画プロデューサーのマイケル・クラインと出会い、1978年5月に結婚する。クラインの父親は、NFLのサンディエゴ・チャージャーズ（San Diego Chargers）のオーナー、Eugene Victor Kleinである。一子を儲ける。
1982年、離婚。その後まもなくRichard Cohen（歌手で女優のTina Sinatraの元夫）と交際中と報じられる。
1994年、不動産デベロッパーのDonald Sofferと結婚。1996年離婚。